# التيبتون الثلاثة
التيبتون الثلاثة هو الاسم الجماعي الذي يطلق على ثلاثة مواطنين بريطانيين من تيبتون بإنجلترا الذين احتجزوا خارج نطاق القضاء من قبل حكومة الولايات المتحدة لمدة عامين في معتقل خليج جوانتانامو في كوبا.
والتيبتون الثلاثة هم روهال أحمد في 11 آذار / مارس 1981 وآصف إقبال في 24 أبريل 1981، و شفيق رسول ولد عام 1977 حسب تقدير وزارة الدفاع الأمريكية تشير تقارير أخرى إلى أنه كان أكبر من أصدقائه بسنتين فقط. تم القبض على الرجال الثلاثة في أوائل العشرينات من العمر في أفغانستان في عام 2001، وتم نقلهم إلى حجز الجيش الأمريكي ونقلهم إلى غوانتانامو، حيث تم احتجازهم كمقاتلين أعداء. ولم يتم إخبار عائلاتهم بمكان وجودهم حتى أبلغتهم وزارة الخارجية البريطانية في يناير 2002. وكانوا ثلاثة من تسعة بريطانيين محتجزين في سجن غوانتانامو سيء السمعة.
بعد مفاوضات بين الحكومات والتقييم البريطاني لاستجوابهما، أعيد الرجال إلى المملكة المتحدة في مارس / آذار 2004. أطلق سراحهم في اليوم التالي دون توجيه تهم إليهم.
رفع شفيق رسول، مع كثيرين آخرين، دعوى استصدار مذكرة إحضار عام 2004 ضد حكومة الولايات المتحدة بسبب احتجازه، في قضية رفعت في النهاية إلى المحكمة العليا الأمريكية. وقد رأت المحكمة أن لمعتقلي غوانتانامو الحق في الطعن فيما إذا كان اعتقالهم دستوريًا في المحاكم الأمريكية. مثل الرجال الثلاثة في المملكة المتحدة من قبل المحامي غاريث بيرس.
بالإضافة إلى ذلك ، رفع تيبتون الثلاثة وجمال الدين الحارث دعوى في عام 2004 ضد الحكومة الأمريكية في قضية رسول ضد رامسفيلد، متحديًا استخدامه للتعذيب والانتهاكات الدينية للمعتقلين. تم رفض هذه القضية في أبريل 2009 من قبل محكمة الاستئناف الأمريكية لمقاطعة كولومبيا ، على أساس "حصانة محدودة" للمسؤولين الحكوميين. وقضت المحكمة بأن هذه المعاملة لم يتم تعريفها قانونًا في ذلك الوقت على أنها محظورة. في كانون الأول (ديسمبر) 2009 ، رفضت المحكمة العليا الأمريكية قبول القضية للاستماع ، لذلك فإن حكم المحكمة الأدنى ساري المفعول.
وظهر الرجال الثلاثة على أنهم الفيلم الوثائقي "الطريق إلى غوانتانامو" (2006)، وهو دراما وثائقية حول الأحداث التي أخرجها المخرج البريطاني مايكل وينتربوتوم.

## الثلاثة
سافر الثلاثة سويًا، وألقي القبض عليهم معًا، وأفرج عنهم معًا في 9 مارس / آذار 2004 مع اثنين آخرين من المعتقلين.

### روحال احمد

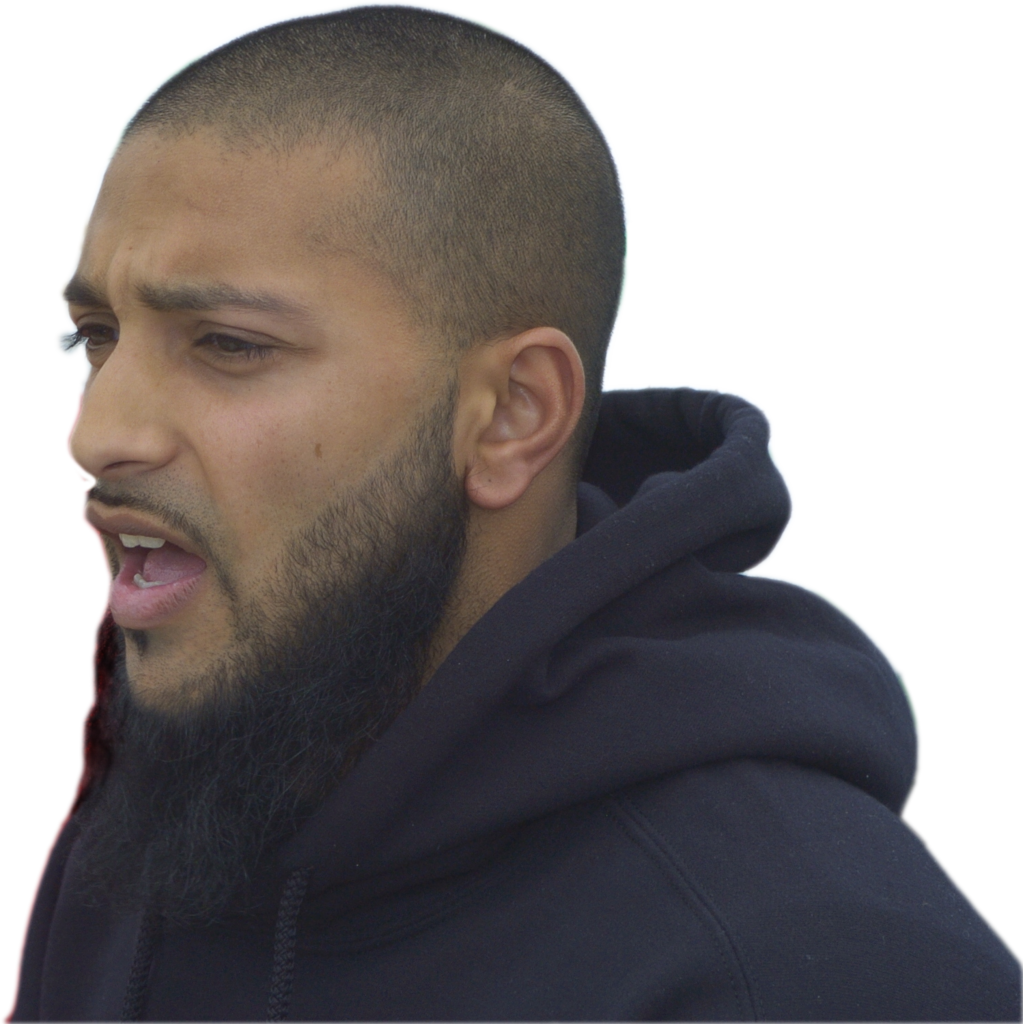
روهال أحمد عام 2007

روهال أحمد (من مواليد 11 مارس 1981 في برمنغهام، ويست ميدلاندز، إنجلترا) مواطن بريطاني. رقم هويته هو 110.
رفضت أستراليا منح روهال أحمد تأشيرة زيارة للترويج للطريق إلى غوانتانامو (2006) ، وهي دراما وثائقية بريطانية حول الأحداث. شارك في حملة ضد التعذيب نظمتها منظمة العفو الدولية.

### شفيق رسول
شفيق رسول (مواليد 15 أبريل 1977 في دودلي، وست ميدلاندز). رقم بطاقة هوية المعتقل كان 86.
اكتشفت عائلته اعتقاله عندما اتصلت بها وزارة الخارجية البريطانية في 21 يناير 2002. أُطلق سراحه في مارس 2004، بعد وقت قصير من عودته إلى المملكة المتحدة، قبل أكثر من ثلاثة أشهر من قضية رسول ضد بوش.

### عاصف اقبال
آصف إقبال (من مواليد 24 أبريل 1981 في وست برومويتش، ويست ميدلاندز) هو مواطن بريطاني احتُجز خارج نطاق القضاء كمشتبه فيه بالإرهاب في معسكرات الاعتقال في خليج غوانتانامو بالولايات المتحدة في كوبا. رقم هوية إقبال المعتقل في غوانتانامو كان 87.
تزوج إقبال في 2 يوليو 2005.

## مطالبات الإساءة
في 4 أغسطس / آب 2004 أصدر إقبال وأحمد ورسول تقريراً عن الإساءة والإذلال اللذين تعرضوا لهما أثناء احتجازهما في الولايات المتحدة. في ذلك ، وفقًا لبي بي سي ، وصف الثلاثة انتهاكات جسيمة ، بما في ذلك:
- تعرضوا للكم والركل والصفع والحقن بالقوة بالمخدرات وحرمانهم من النوم وتغطية رؤوسهم وتصويرهم عراة وتفتيش تجاويف الجسم والإهانات الجنسية والدينية.
- قال الحارس الأمريكي للنزلاء: "العالم لا يعرف أنك هنا, سنقتلك ولن يعلم أحد".
- قال إقبال عندما وصل إلى غوانتانامو ، قال له أحد الجنود: "لقد قتلت عائلتي في الأبراج (مركز التجارة العالمي) والآن حان الوقت للرد عليك".
- قال رسول إن ضابطا من المكتب الخامس أخبره أثناء استجوابه أنه سيحتجز في غوانتانامو مدى الحياة.
- قال الرجال إنهم رأوا ضرب النزلاء المصابين بأمراض عقلية.
- وأصيب رجل آخر بأضرار في دماغه بعد تعرضه للضرب على أيدي الجنود كعقاب لمحاولته الانتحار.
- قال البريطانيون إن نزيلا أخبرهم أنه شاهد شريط فيديو لرجال مقنعين، يبدو أنهم سجناء، يُجبرون على فعل ممارسات جنسية شاذة بين بعضهم البعض.
- ألقى الحراس مصاحف السجناء في دورات المياه وحاولوا إجبارهم على التخلي عن دينهم.

بعد تعيين الجنرال جيفري ميلر قائدًا للمعسكر، قالوا إن المعاملة أصبحت أكثر قسوة، بما في ذلك التكبيل القصير وحلق اللحى بالقوة.
في التقرير، زعموا أن أولئك الذين قدموا أنفسهم على أنهم من المكتب الخامس، أو وزارة الخارجية البريطانية بدوا غير مهتمين برفاهيتهم.
في النهاية، اعترف الثلاثة زورًا (تحت الاستجواب القسري والمسيء) بأنهم الوجوه الثلاثة المجهولة سابقًا في مقطع فيديو مزعوم أظهر لقاء بين أسامة بن لادن ومحمد عطا ومع ذلك، أظهرت الأدلة التي قدمتها MI5 أنهم كانوا في إنجلترا وقت الاجتماع.
وكان الثلاثة من بين أوائل المعتقلين الذين تم الإفراج عنهم والذين قدموا نظرة بديلة للظروف داخل المعسكر عن تلك التي عرضتها وزارة الدفاع الأمريكية .

## التمثيل في وسائل الإعلام الأخرى
الطريق إلى غوانتانامو (2006) هو دراما وثائقية حول تيبتون الثلاثة من إخراج مايكل وينتربوتوم واستناداً إلى رواياتهم. استند السيناريو إلى الرواية الأولية للمعتقلين الثلاثة.

## الأحداث الإعلامية

### معمل الكذب
في مايو 2007، وافق روحال أحمد وشفيق رسول على الظهور في برنامج الواقع على القناة الرابعة Lie Lab توم تطوير التكنولوجيا المستخدمة في العرض بواسطة شين سبينس من جامعة شيفيلد. يستخدم التصوير بالرنين المغناطيسي الوظيفي (fMRI) للنظر في النشاط في قشرة الدماغ قبل الجبهية لمعرفة كيف يتفاعل الشخص مع الاستجواب. من بين منتقدي الاختبار علماء الأعصاب والباحثين القانونيين، الذين قالوا إن هذه التقنية من غير المرجح أن تقيس قول الحقيقة بدقة ، نظرًا لوجود العديد من المتغيرات التي تؤثر على النتائج. يعتقدون أن هذه التقنية قد تكون مفيدة لإجراء مزيد من البحث.
على الرغم من أنه قال في وقت سابق إنه دخل أفغانستان للقيام بأعمال خيرية ، في البرنامج ، قال أحمد إنه زار معسكر تدريب إسلاميين ، حيث تعامل مع الأسلحة وتعلم كيفية استخدام AK47 . رفض رسول الخضوع للاختبار.

### مقابلة بي بي سي فايف لايف
في يناير 2010، تمت مقابلة روحال أحمد وشفيق رسول على فايف لايف. قال كلاهما إنهما زارا معسكرا لتدريب طالبان، لكن كان ذلك بسبب محاصرتهما في الإقليم. لقد أرادوا معرفة "ما كان يحدث" ، وكانت طالبان هي الحكومة الوحيدة التي تعمل في ذلك الوقت. لاحظت فيكتوريا التي أجرت المقابلة أن أحمد قال إنه تعامل مع بنادق AK 47.

يقول شفيق رسول:
لكوننا في أفغانستان ، كنا في ذلك العمر حيث ... شاهدنا مسدسًا ... لم ترَ سلاحًا في المملكة المتحدة من قبل ... تريد حمله. تريد أن ترى ما يشبه. لكننا لم نكن هناك قط للقيام بأي تدريب. هذا ما، هذا ما كنا هناك للتو. احتفظنا بها لنرى كيف كانت. هكذا شرحناها. لكن تم إخراجها من سياقها، قائلة "أوه ، هؤلاء الرجال من المملكة المتحدة ، كانوا في ذلك العمر، لقد حدث 11 سبتمبر للتو، وكانوا هناك للتدريب الإرهابي". لكن ، لكن - هذا ليس هو الحال. هذا ليس ما حدث

## روابط خارجية
- "Composite statement: Detention in Afghanistan and Guantanamo Bay Shafiq Rasul, Asif Iqbal and Rhuhel Ahmed" (PDF). Center for the Study of Human Rights in the Americas. جامعة كاليفورنيا (دافيس). مؤرشف من الأصل (PDF) في 2023-02-17.
- "Guantanamo Bay guard meets 'Tipton 3' ex-prisoners". بي بي سي نيوز. 12 يناير 2010. مؤرشف من الأصل في 2022-06-15.
- Fakher-Eldin، Samir (أبريل 2006). "Interview with the Tipton Three". Mongrel Magazine. مؤرشف من الأصل في 2008-01-03.
- "The Road to Guantánamo". Documentary Wire. مؤرشف من الأصل في 2016-03-23.
- "The Tipton Three: Things Not Quite Adding Up". The International Centre for the Study of Radicalisation and Political Violence. 27 أبريل 2011. مؤرشف من الأصل في 2022-12-06.